# Kousted-Råsted Kommune
Kousted-Råsted Kommune var en dansk sognekommune i Randers Amt fra 1842 til 1970. Kommunen bestod af Kousted og Råsted Sogne. Ved kommunalreformen i 1970 blev kommunen delt, således at Kousted Sogn kom til Purhus Kommune, og Råsted Sogn kom til Randers Kommune.